# Ренар, Эрве
Эрве́ Рена́р (фр. Hervé Renard; род. 30 сентября 1968, Экс-ле-Бен, Франция) — французский футболист и футбольный тренер. Тренировал национальные футбольные сборные Замбии и Кот-д’Ивуара, вместе с которыми в 2012 и 2015 годах становился победителем Кубка африканских наций. С 2016 по 2019 год был главным тренером сборной Марокко.

## Биография

### Карьера игрока
Эрве играл на позиции защитника за клубы «Канн», «Стад де Валлюри», «Драгиньян», которые выступали в низших дивизионах Франции.

### Карьера тренера
Карьеру тренера начал в клубе «Драгиньян», за который ранее выступал, после чего работал помощником тренера в китайском клубе «Гуйчжоу Жэньхэ». В 2004 году был назначен главным тренером английского клуба «Кембридж Юнайтед», а потом французского «Шербура». Позднее был помощником Клода Ле Руа в сборной Ганы.
С мая 2008 года стал главным тренером сборной Замбии, которую вывел в 1/4 финала Кубка африканских наций 2010 и возглавлял до апреля 2010 года. После этого два дня был главным тренером сборной Анголы. 21 января 2011 года возглавил алжирский «УСМ Алжир».

#### Возвращение в Замбию
22 октября 2011 года вернулся на пост главного тренера сборной Замбии и выиграл с ней Кубок африканских наций 2012, что стало первым трофеем Замбии на международных соревнованиях.

#### Работа в «Сошо»
15 октября 2013 года Эрве Ренар возглавил болтающийся в зоне вылета «Сошо». Несмотря на все усилия, и отлично проведённую вторую часть чемпионата, клуб под руководством Ренара разгромно проиграл в последнем туре «Эвиану» и понизился в классе.

#### Работа в Кот-д’Ивуаре
В июле 2014 года Эрве Ренар возглавил сборную Кот-д’Ивуара. На чемпионате мира в Бразилии спорный 11-метровый удар, назначенный в ворота Кот-д’Ивуара на 93-й минуте в третьем матче группового этапа с Грецией, не позволил Кот-д’Ивуару выйти в 1/8 финала. Ренар возглавил команду после турнира. Однако на Кубке африканских наций 2015 года его сборная одержала победу, одолев в финале сборную Ганы в серии пенальти со счётом 9:8 (основное время и овертайм завершились нулевой ничьей). 22 мая 2015 года Федерация Футбола Кот-д’Ивуара объявила, что Эрве Ренар покидает пост главного тренера сборной и перейдёт во французский «Лилль».

#### Работа в «Лилле»
В мае 2015 года Ренар подписал трёхлетнее соглашение с «Лиллем», но после 13 туров клуб располагался на 16-м месте в таблице французского первенства, и клуб расторг соглашение с тренером.

#### Работа в Марокко
Возглавив в 2016 году сборную Марокко, Ренар сумел дойти с ней до четвертьфинала Кубка африканских наций 2017, а также впервые за 20 лет вывести её в финальную часть чемпионата мира.

#### Саудовская Аравия и игра на ЧМ-2022
После ухода из сборной Марокко Эрве был назначен на должность главного тренера в сборной Саудовской Аравии. С ней он поехал на чемпионат мира 2022 года в Катаре. Саудиты не вышли в плей-офф, заняв последнее место в группе, однако запомнились сенсационной победой над сборной Аргентины 1:2.

#### Работа в женской сборной Франции
В 2023 году покинул пост наставника сборной Саудовской Аравии. Тогда же попал в женский футбол, начав работать главным тренером в женской сборной Франции.

## Достижения
- Победитель Кубка африканских наций 2012 (Сборная Замбии)
- Победитель Кубка африканских наций 2015 (Сборная Кот-д’Ивуара)